# Renault VH
Le Renault VH est le premier autorail à voie normale produit en grande série par Renault à partir de 1933. Fabriqué à cent exemplaires dans les usines de l'Île Seguin près de Paris, il a circulé sur les lignes françaises de la SNCF jusqu'en 1970.
Deux exemplaires sont conservés. L'un est présenté à la Cité du train ; l'autre assure des circulations pour le compte du CITEV, son propriétaire.

## Commandes

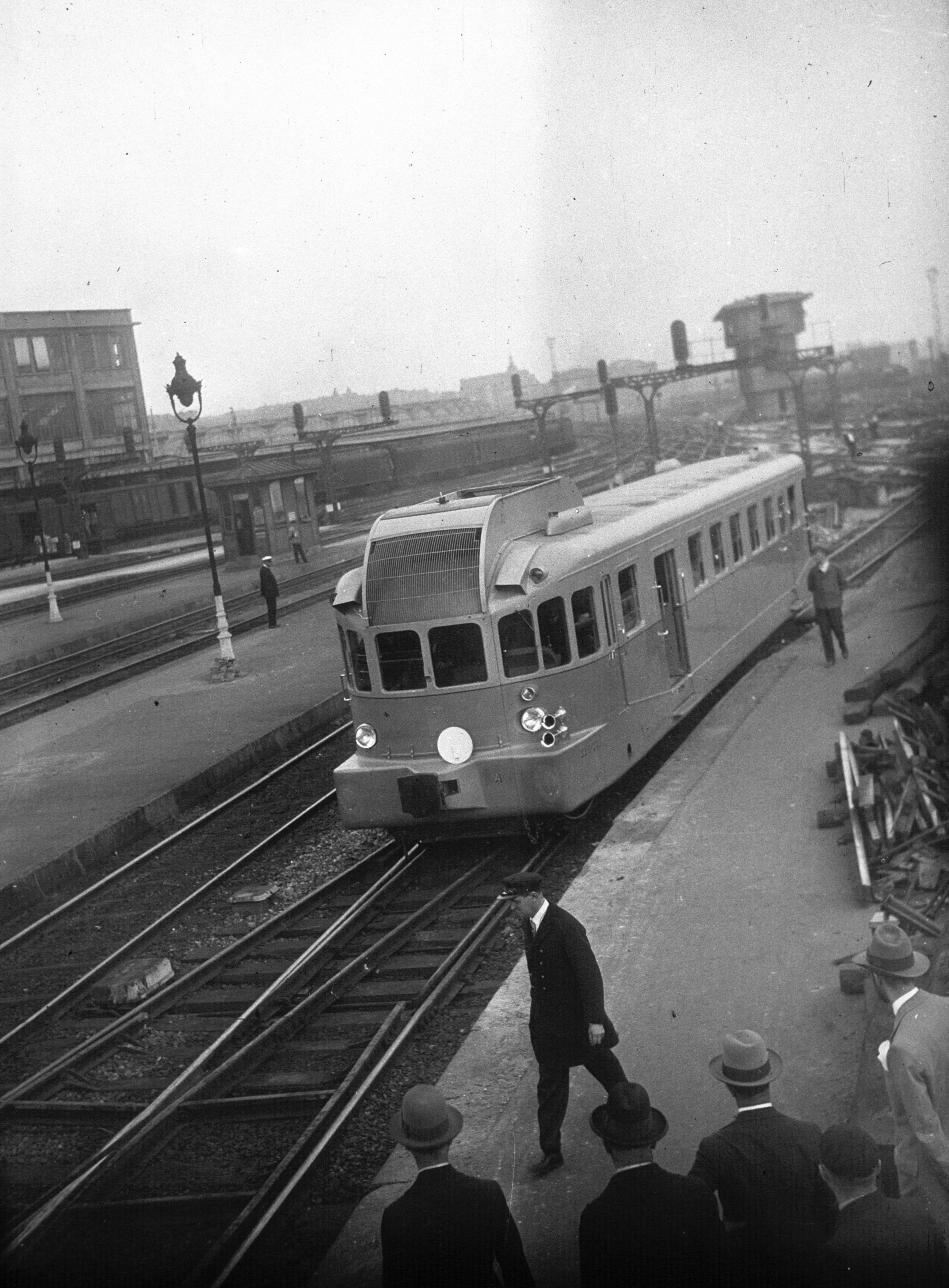
Une automotrice Renault VH en mai 1934.

De 1922 à 1932, Renault construit de nombreux types d'autorail, en exemplaire unique ou en très courte série, lui permettant de tester des solutions techniques très variées, dont la motorisation diesel.
En 1933, le constructeur est ainsi en mesure de définir les caractéristiques générales d'un autorail, le type VH, dont il produit quinze exemplaires dans son usine de l'Île Seguin. Ces quinze autorails sont mis à la disposition des compagnies de chemin de fer françaises. Les réseaux de l'Alsace-Lorraine, du P.O., du PLM, de l'Est et de l'État prennent en charge ces autorails, livrés entre mars et décembre 1933.
Cette première livraison est suivie par la commande de 85 autres autorails du même type par les mêmes réseaux — le P.O. est devenu P.O.-Midi — mais aussi par ceux du Nord et des CFSNE. Les livraisons s'échelonnent de 1934 à juin 1935.
|                  | Alsace-Lorraine | CFSNE  | Est            | État                      | Nord       | PLM                     | P.O. et P.O.-Midi       |
| ---------------- | --------------- | ------ | -------------- | ------------------------- | ---------- | ----------------------- | ----------------------- |
| Nombre           | 10              | 4      | 6              | 44                        | 2          | 16                      | 18                      |
| Livrée d'origine | grenat          | grenat | rouge et crème | rouge rubis et gris clair | vert foncé | bleu azur et gris clair | bleu azur et gris clair |

Cette répartition entre réseaux subit de légères modifications en raison du transfert de quelques autorails d'un réseau à l'autre avant 1938, date où tout le parc, exception faite des exemplaires des CFNSE, revient à la SNCF.

## Caractéristiques et aménagements

### Caractéristiques techniques
Les VH sont équipés du moteur Diesel Renault 12-A-130 à douze cylindres en V (27 l de cylindrée globale), développant une puissance de 220 ch. Ce moteur entraîne, par l'intermédiaire d'un embrayage, une boîte de vitesses à quatre rapports et un inverseur. Le mouvement est transmis aux deux essieux du bogie moteur par des cardans. Toutes les commandes sont manuelles. Le refroidissement du moteur est assuré par un volumineux radiateur caréné en toiture pourvu d'un volet réglable. Cet ensemble vaut parfois aux VH leur surnom « d'Iroquois ». De construction, les VH, sont équipés d'un système de tamponnement spécial et de l'attelage automatique Willison.
Pendant la Seconde Guerre mondiale, les VH sont arrêtés faute de carburant, comme la presque totalité des autorails. Malgré les précautions prises par la SNCF pour les garer en lieu sûr, neuf d'entre eux, fortement endommagés, sont radiés entre 1944 et 1950. Les autres doivent subir une révision approfondie, accompagnée de modifications (montage de traverses, d'un attelage allégé et de commandes de jumelage, moteurs portés au type 517 plus puissant (300 ch), remplacement du système de chauffage, adoption d'une nouvelle livrée, pose de phares unifiés) avant d'être aptes à reprendre du service.

### Aménagements intérieurs et livrée
L'aménagement intérieur des Renault VH est très varié lors de la livraison, en fonction du réseau propriétaire et des services auxquels ces autorails sont destinés. Les variations portent sur les classes de voyageurs (3e classe unique, 1re et 2e classe ou 2e et 3e classe), le nombre de sièges et de strapontins, la présence de toilettes, l'existence d'un compartiment postal. Tous les aménagements comportent toutefois un compartiment à bagages. Le chauffage du compartiment voyageurs est assuré par la circulation des gaz d'échappement dans des tuyaux courant dans le compartiment.
Les aménagements intérieurs sont modifiés après la création de la SNCF, mais ne sont pas unifiés sur tous les engins. Le chauffage par les gaz d'échappement, présentant des risques d’asphyxie pour les voyageurs ou d'incendie en cas de dysfonctionnement, est remplacé par un système de radiateurs alimentés par l'eau de refroidissement du moteur sur l'ensemble de la série ; cet équipement donne toute satisfaction sur les derniers ADX où il est monté dès la construction en 1937.
Si, lors de la livraison, les VH adoptent la livrée de leur réseau propriétaire, ils sont repeints après la création de la SNCF. Ils sont d'abord uniformément rouges, puis rouges et gris et enfin rouges et crème. La décision prise en 1968 de repeindre le pavillon en rouge vermillon pour améliorer la visibilité n'a pas concerné la série des VH, alors en cours de réforme,.

## Carrière

### Les autorails des anciens grands réseaux et de la SNCF

#### Numérotation
Lors de leur livraison, les VH adoptent une numérotation propre à chaque réseau : « ZZ », puis une ou deux lettres désignant le réseau, puis un numéro de 1 à 5 chiffres. Au 1er janvier 1939, la SNCF uniformise la numérotation des VH : « ZZR » (« R » pour Renault) et un numéro à 4 chiffres dans les séries 2000, 2100, 2200 et 2300. Cette immatriculation change à nouveau en 1949 où la dénomination « X » se substitue à « ZZR », les autorails gardant les mêmes numéros de série.

#### Dépôts titulaires
Vingt-cinq établissements se partagent les dotations de VH jusqu'en 1939 :
- réseau du PLM : dépôts de Lyon-Vaise, Laroche - Migennes, Toulon et Avignon ;
- réseau du P.O.-Midi : dépôts de Tours, Bordeaux-Bastide, Le Blanc, Carmaux, Montluçon et Agen ;
- réseau de l'Alsace-Lorraine : dépôts de Strasbourg et Metz-Sablon ;
- réseau de l'Est : Mirecourt ;
- réseau de l'État : Lisieux, Évreux, Cherbourg, Alençon, Quimper, Rennes, La Rochelle, Niort, Sotteville, Gisors et Caen ;
- réseau du Nord : Compiègne.

Après leur garage pendant la Seconde Guerre mondiale, les VH sont redéployés dans différents dépôts rattachés aux nouvelles régions créées par la SNCF :
- région Est : dépôt de Vesoul ;
- région Ouest : dépôts de Batignolles-Remblai, Lisieux, Granville, Le Mans, Nantes-Blottereau, La Rochelle et Niort ;
- région Sud-Ouest : dépôts de Poitiers, Montluçon, Carcassonne, Toulouse, Agen, Mont-de-Marsan et Aurillac ;
- région Sud-Est : dépôts de Lyon-Vaise et Clermont-Ferrand ;
- région Méditerranée : dépôts d'Avignon et Toulon.

Le nombre de ces établissements diminue peu à peu et en 1966, lorsque les premières radiations de VH ont eu lieu, seuls 6 dépôts accueillent cette série d'autorails. En 1970, les deux derniers VH sont affectés à Nantes et Montluçon.

#### Services assurés
Les VH, conçus principalement pour la desserte des lignes secondaires, parcourent un très grand nombre de lignes, parfois sur des profils difficiles comme la ligne Bort-les-Orgues - Neussargues -  Aurillac. Ils assurent également un certain nombre de liaisons express sur des parcours de près de 300 km. Grâce à leurs performances en accélération, les VH autorisent des gains substantiels de temps de trajet, comme sur la ligne Lyon - Grenoble qu'ils parcourent en 50 minutes de moins que les trains vapeur.
Après la guerre, les VH sont progressivement supplantés par des séries plus récentes, X 3600 et surtout X 3800 à partir des années 1950. Leurs circulations sont moins nombreuses, plus irrégulières, se limitant parfois à des utilisations d'appoint en période de forte affluence. En fin de carrière, plusieurs VH retirés du service commercial assurent des parcours de navette ouvrière pour le transport du personnel entre certaines gares SNCF et les dépôts qui leur sont rattachés. Le dernier VH est radié le 15 décembre 1970 à Nantes.
Les autorails VH, première grande série fabriquée par Renault, constituent une base technique que leur utilisation pendant plus de 35 ans permet de valider et à partir de laquelle sont extrapolés les ABJ.

### Les autorails des CFSNE
La compagnie des chemins de fer secondaires du Nord-Est commande 4 VH qui sont livrés en 1934 et 1935. Numérotés VH 21 à 24, ils ne sont jamais intégrés au parc de la SNCF. Leur aménagement présente quelques singularités, dont l'existence d'une chaudière à charbon pour le chauffage du compartiment voyageurs et leur livrée extérieure grenat. Ils sont utilisés sur les lignes du réseau mais aussi certaines lignes SNCF (Gérardmer - Sarrebourg). L'un des autorails est incendié en 1938, deux autres cessant toute activité à l'été 1965. Le dernier (VH 24), continue à assurer du service jusqu'en 1971. En 1979, il est vendu au Train à vapeur des Cévennes (CITEV).

## Exemplaires préservés
Deux exemplaires de Renault VH sont préservés.
Le X 2211, ancien ZZy 24056 du réseau de l'État transféré ensuite au P.O.-Midi, rejoint la Cité du train (musée du chemin de fer) à Mulhouse en 1978. Il est restauré dans sa livrée bleue et grise d'origine.
Le VH 24 des CFSNE, retiré du service vers 1971, est racheté par le CITEV en 1979 après plusieurs années de garage. Restauré en 2003 dans sa livrée grenat d'origine, il circule sur la ligne Anduze - Saint-Jean-du-Gard.

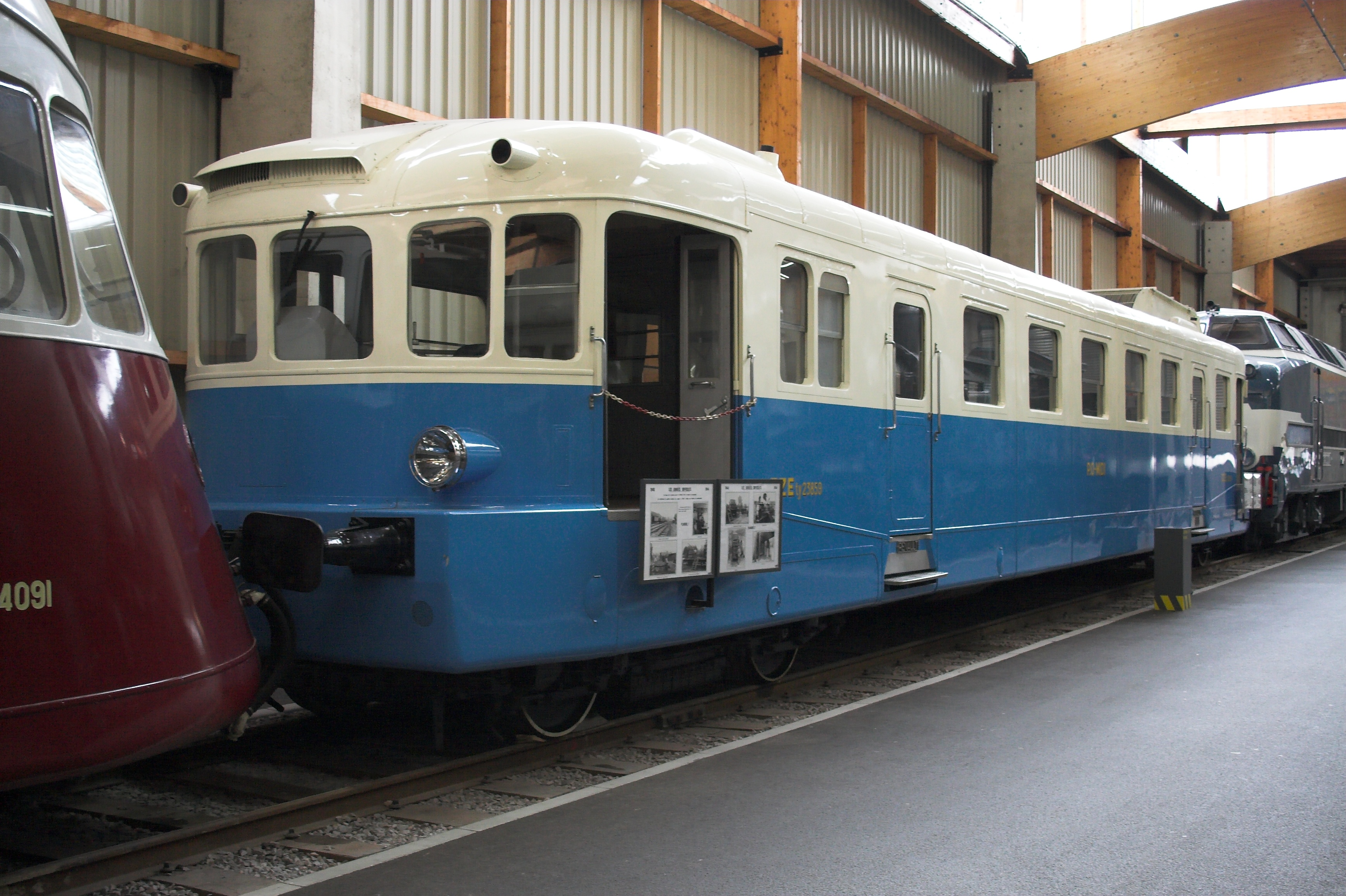
Vue de l'arrière.
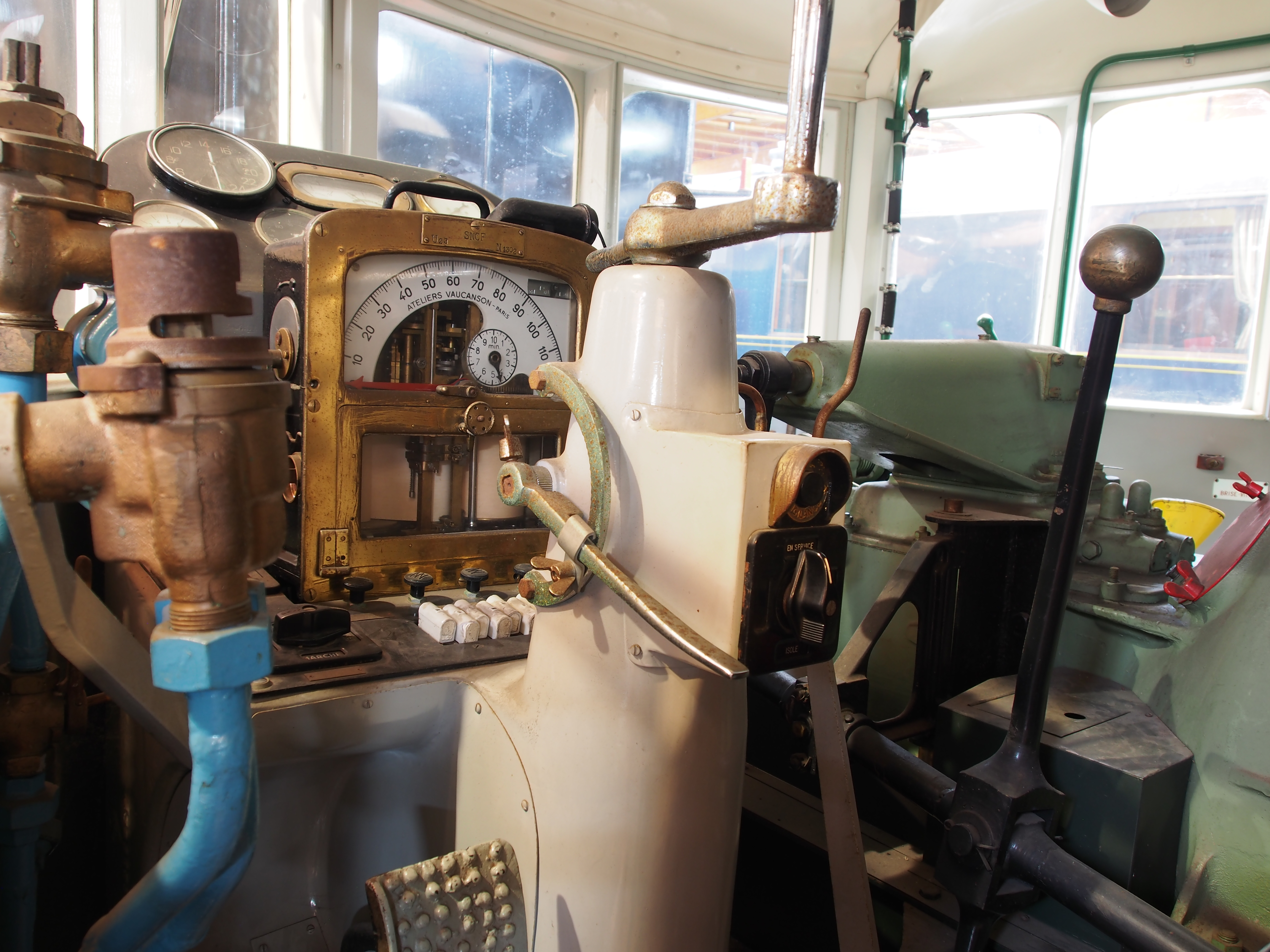
Poste de conduite avant avec le moteur à droite.
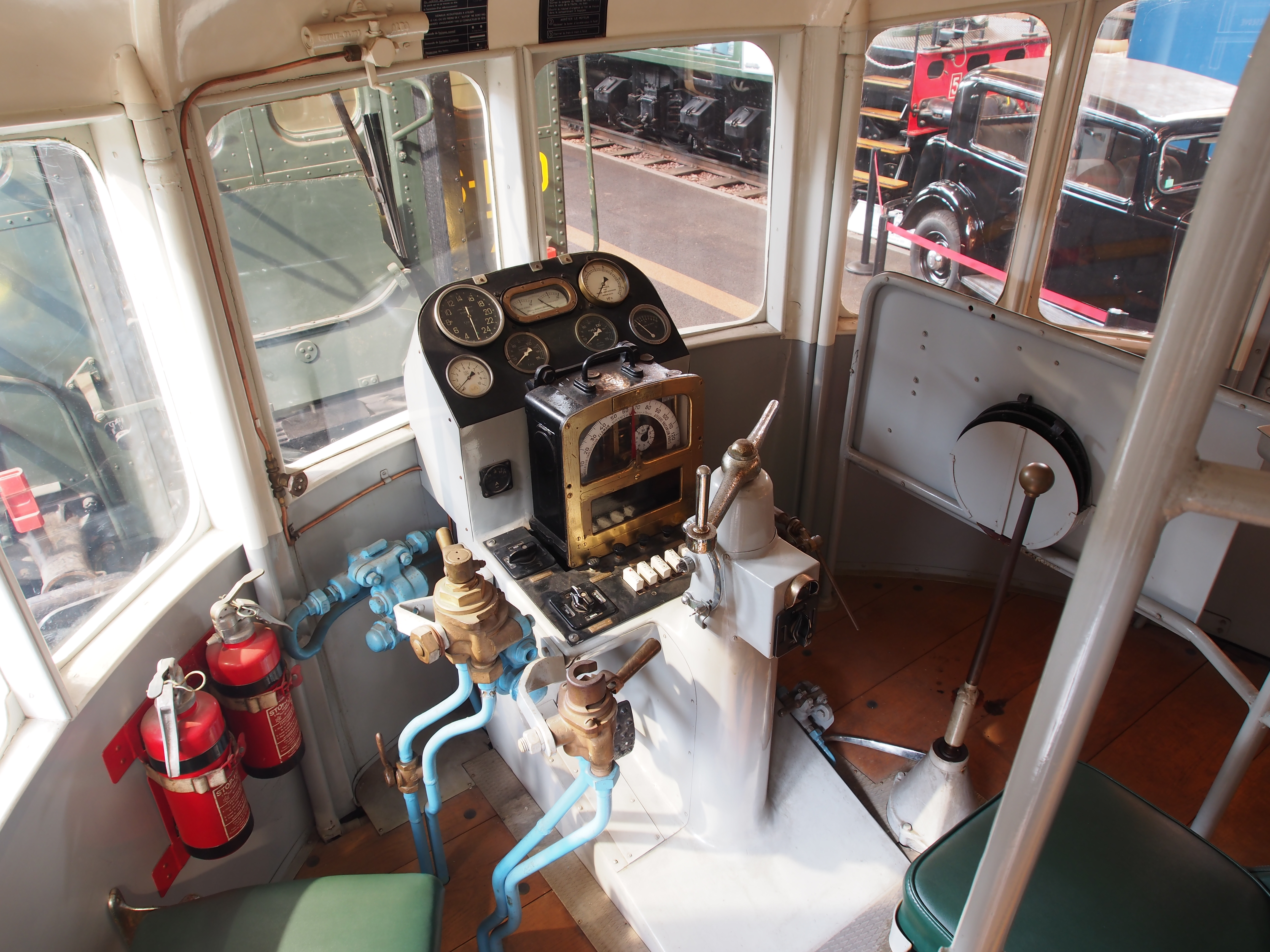
Poste de conduite arrière.
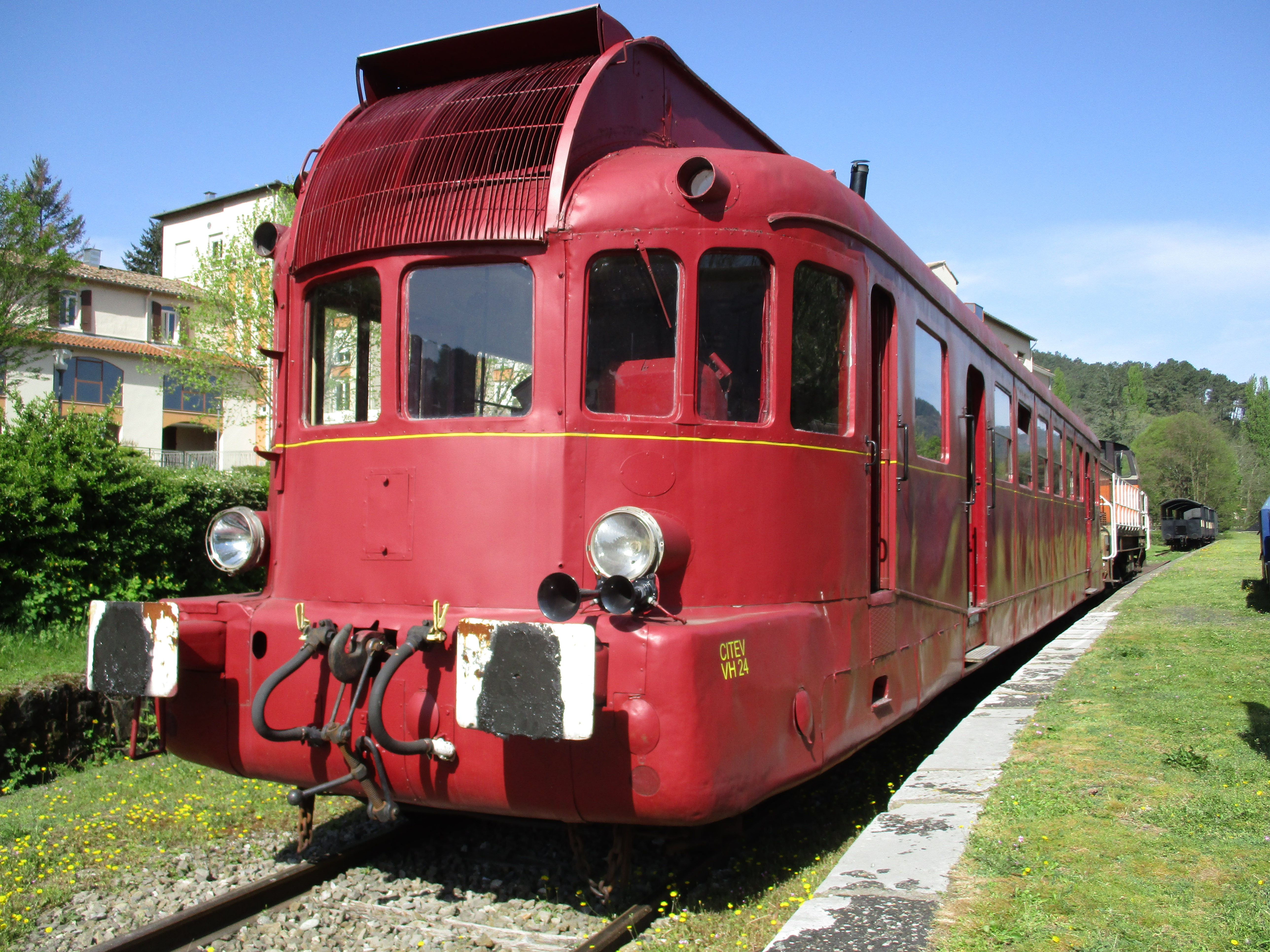
Le VH 24 de la CITEV.

## Modélisme
Les autorails Renault VH ont été reproduits à l'échelle HO par :
- la firme anglaise Keyser en 1983, sous forme de kit en métal blanc à monter[28],
- l'artisan Loco Set Loisir (Artmétal-LSL), sous forme de kit en laiton à monter[29],
- les Éditions Atlas (modèle statique en plastique), n°3 de la collection par VPC "Michelines et Autorails",
- le fabricant belge Mistral Trains Models en 2019 en version ex-ETAT et ex-PLM[30],[31],
- le fabricant français REE Modèles propose en 2019 une version ex-ETAT, ex-PLM et ex-AL, de cet autorail[32],[33].

Les autorails Renault VH ont été reproduits à l'échelle N par :
- l'artisan Vapeur 70 sous forme de kit ou monté sur kit châssis de marque Kato [34]